# Forte San Lorenzo
Il forte San Lorenzo si trova tra Portobelo e Chagres, nella Provincia di Colón, Panama. Dal 1980 è inserito tra i patrimoni dell'umanità dell'UNESCO.

## Descrizione
Tutta la città di Portobelo è un complesso di strutture militari del XVII e XVIII secolo. È un tipico esempio di architettura coloniale spagnola. Il forte si affaccia sulla foce del Chagres.

## Storia
Nel 1587, il Filippo II di Spagna inviò l'ingegner Battista Antonelli a perlustrare una zona che avrebbe dovuto diventare un avamposto della colonizzazione del Nuovo Mondo e un presidio militare per la rotta dell'ora estratto dal Perù e diretto alla Penisola iberica. L'area era infatti interessata da frequenti episodi di pirateria e contrabbando. L'anno successivo fu proposto un sistema di fortificazione difensive contro la minaccia inglese, il quale comprendeva le seguenti località:  La Habana, Puerto Rico, Santo Domingo, La Florida, Puerto Caballos, Bahìa de Fonseca, Santa Marta, Cartagena de Indias, Nombre de Dios, Portobelo, Rio Chagres e della città di Panama.
La città di Portobello cadde nelle mani di Henry Morgan nel 1668, ed in quelle dell'ammiraglio Edward Vernon nel 1739. Durante la sua storia il fortino venne continuamente ricostruito data la sua importanza nel commercio tra gli stati europei e le Indie occidentali. In tutte queste ricostruzioni venne edificato con stili diversi, passando dallo stile coloniale militare di Antonelli (XVI secolo) al neoclassico di Salas ed Hernandez (XVIII secolo).

## Manutenzione
I siti archeologici di Portobello appartengono allo stato, che quindi si accolla la loro gestione. Nonostante questo il livello di conservazione è molto scarso, e le rovine appaiono in decadenza. Per fortuna appaiono anche tra i siti protetti dalla provincia di Colon, per cui ci si aspetta un miglioramento da questo punto di vista.